# Erik Lyckman
Erik Lyckman född 1735 i Romfartuna socken, Västmanlands län, död 1798. Lyckman var först bödel i Kopparbergs län, från 1794-1798 även i Gävleborgs län. På grund av bristen på bödlar i Västernorrlands län under 1700-talets slut rekvirerades han ofta för att verkställa avrättningar också där. Han avrättade den 16 april 1798 bonden Per Persson Malander från Maland i Sköns socken, för att denne hade mördat bonden Paul Andersson Molin i Justa.